# Truxton King
Pour plus de détails, voir Fiche technique et Distribution.
Truxton King est un film américain réalisé par Jerome Storm, sorti en 1923.

## Fiche technique
- Titre : Truxton King
- Réalisation : Jerome Storm
- Scénario : Paul Schofield d'après le roman Graustark de George Barr McCutcheon
- Photographie : Joseph H. August
- Pays de production : États-Unis
- Format : Noir et blanc - 1,33:1 - Film muet
- Genre : drame
- Durée : 60 minutes
- Date de sortie : 1923

## Distribution
- John Gilbert : Truxton King
- Ruth Clifford : Lorraine
- Frank Leigh : Comte Marlaux
- Mickey Moore (en) : Prince Robin
- Otis Harlan : Hobbs
- Rube Miller : Comte Carlos Von Enge
- Richard Wayne : John Tullis
- Willis Marks (en) : William Spanz
- Winifred Bryson : Olga Platanova
- Mark Fenton : Baron Dangloss